# Cheng Shuang
Pour les articles homonymes, voir Cheng.
Cheng Shuang, née le 11 février 1987 à Jilin, est une skieuse acrobatique chinoise spécialisée dans les épreuves de saut acrobatique. 
Au cours de sa carrière, elle a disputé les Jeux olympiques d'hiver en 2010 où elle prend une septième place et en 2014, où elle termine cinquième. De plus elle a participé à trois mondiaux  remportant la médaille d'or en 2011 à Deer Valley. Enfin en Coupe du monde elle est montée à vingt-cinq reprises sur un podium pour quatre victoires.

## Palmarès

### Jeux olympiques d'hiver
| Édition/Discipline | Saut acrobatique |
| JO 2010            | 7e               |
| JO 2014            | 5e               |

### Championnats du monde
| Édition/Discipline | Saut acrobatique |
| Mondiaux 2005      | 24e              |
| Mondiaux 2009      | 6e               |
| Mondiaux 2011      | Or               |

### Coupe du monde
- Meilleur classement général : 3e en 2011.
- 1 petit globe de cristal :
  - Vainqueur du classement sauts en 2011.
- 24 podiums dont 4 victoires en saut acrobatique.

#### Détails des victoires
| Édition / Épreuve | Skicross      |
| 2005              | Fernie        |
| 2011              | Minsk Calgary |
| 2014              | Deer Valley   |